# Basil Brooke
Basil Brooke, från 1952 viscount Brookeborough, född 9 juni 1888, död 18 augusti 1973, var en nordirländsk politiker.
Basil Brooke var officer under första världskriget, från 1929 medlem av Nordirlands underhus som konservativ unionist och var 1933-1941 jordbruksminister, 1941-1943 handelsminister och från 1943 premiärminister och handelsminister.